# 張瓌 (南朝)
張瓌（5世纪—505年），字祖逸，吴郡吴县（今江苏省苏州市）人，中国南北朝刘宋、南齐、南梁軍人。

## 生平
元嘉年間，初任江夏王劉義恭麾下太尉行参軍，转任外兵参軍。元嘉三十年（453年），劉義恭为太傅，張瓌作为他属下的太傅五官。後历任太子舍人、中書郎、驃騎从事中郎、司徒右長史。元徽二年（474年），父亲張永和桂陽王劉休範乱軍在白下作战失敗，阮佃夫問罪張永。蕭道成为張永辩解，張瓌感恩蕭道成，于是与他結交。受位通直散騎常侍、骁骑将军。元徽三年（475年），張永去世，張瓌回归乡里吴县居丧。
升明元年（477年），沈攸之之乱爆发，吴郡太守劉遐纠集三千人呼应。劉遐召见張瓌，張瓌假装受命，和叔父張恕入吴郡。張瓌和防郡隊主郭羅雲共同袭击劉遐。劉遐出逃，張瓌部下顧憲子斬劉遐。張瓌向蕭道成報告勝利，于是转任輔国将軍、吴郡太守，封義成县侯。任冠軍将軍、東海東莞二郡太守，不拜。
建元元年（479年），齐朝建立，張瓌改封平都县侯。受侍中之位，兼步兵校尉。建元二年（480年），转任都官尚書。出任征虜将軍、吴興郡太守。建元三年（481年），烏程县令顧昌玄有罪，顧昌玄作为張瓌的属下，張瓌没有糾举，于是張瓌被免官。建元四年（482年）張瓌为度支尚書。
齐武帝即位，張瓌任鄱陽王蕭鏘属下冠軍将軍、北中郎長史、襄陽相，代行雍州北中郎府事務。永明二年（484年），蕭鏘任征虜将軍，張瓌转任征虜長史。永明四年（486年）出任持節、督雍梁南北秦四州郢州之竟陵司州之隨郡軍事、輔国将軍、雍州刺史。兼寧蛮校尉。召還建康任左民尚書，兼右軍将軍。转任冠軍将軍、大司馬長史。永明十年（492年），任太常。称病不问政事。永明十一年（493年），受位散騎常侍、光禄大夫，继续休養。武帝想要再次任用張瓌，命他为後将軍、南東海郡太守。代行南徐州府州事務，代行河東王蕭鉉国事。到任，再称病，召還为散騎常侍、光禄大夫。
蕭昭業即位，加張瓌金章紫綬。隆昌元年（494年），蕭昭業被废，朝臣到宮門迎西昌侯蕭鸞，張瓌称脚病不至。蕭昭文即位，張瓌加号右将軍。蕭鸞怀疑外藩起兵，为求警戒，命張瓌屯駐石頭城，監督軍事。張瓌见朝廷不安定，于是常称臥病。同年（建武元年），蕭鸞即位为齐明帝，張瓌担任給事中、光禄大夫。建武二年（495年），北魏孝文帝派軍南進，張瓌以本官假节、督广陵诸军事、行南兗州事，魏軍撤退，張瓌被召還。
建武末年，明帝允許他回归故乡，优游自乐。明帝病重，明帝怀疑王敬則，任用張瓌为平東将軍、吴郡太守，以防備不測。永泰元年（498年）王敬則之乱爆发，張瓌派遣兵三千人到松江拒战。一听王敬則军鼓之声，張瓌之兵敗走，張瓌放棄吴郡，藏匿民間。王敬則之乱被平定，張瓌回到吴郡，被御史弹劾而免官，剥奪爵位。永元元年（499年），受位光禄大夫。受号前将軍，再受金章紫綬。永元三年（501年），萧衍起兵東下围建康，蕭宝卷任命張瓌假节，以前将军屯戍石头城。蕭衍之軍到達新亭，張瓌放棄石頭城逃回建康宮中。
天監元年（502年），梁朝建立，張瓌官至右光禄大夫。天監四年七月辛卯（505年9月6日）去世。

## 家族
父張永，刘宋右光禄大夫。
有子12人。
- 張率
- 張盾（字士宣，官至無錫县令・湘東王記室）

## 延伸阅读
[在维基数据编辑]
 《南齊書/卷24》，出自萧子显《南齊書》